# Podmosta macdunnoughi
Podmosta macdunnoughi är en bäcksländeart som först beskrevs av William Edwin Ricker 1947.  Podmosta macdunnoughi ingår i släktet Podmosta och familjen kryssbäcksländor. Inga underarter finns listade i Catalogue of Life.